# São Francisco Futebol Clube (Santarém)
O São Francisco Futebol Clube é um clube brasileiro de futebol da cidade de Santarém, no estado do Pará.
Fundado no dia 30 de outubro de 1929, manda seus jogos no Estádio Colosso do Tapajós, com capacidade para 17.846 espectadores. Seu mascote é o leão e as suas cores são o azul e o branco.
Mantém uma rivalidade local com o São Raimundo.

## História
Fundado por vários desportistas de Santarém, o São Francisco se tornou um dos times mais tradicionais do Pará, conquistando o  Campeonato Paraense de Futebol - Série B1 e vários campeonatos santarenos. Em 1998, o São Francisco fez a sua melhor campanha da história no estadual, alcançando o 4º lugar, atrás de Remo, Paysandu e Vênus. A boa campanha garantiu para o clube de Santarém a disputa do Campeonato Brasileiro - Série C de 1998, e com uma boa atuação, o ''Leão Santareno'' poderia ter seguido para a Fase Final, mas, na segunda fase, foi eliminado pelo São Raimundo Esporte Clube após dois empates, perdendo nos pênaltis em pleno Barbalhão e encerrando sua participação na 19ª colocação de 65 participantes.

## Queda e reestruturação
No Campeonato Paraense de Futebol de 2000, o São Francisco não conseguiu obter uma boa campanha no estadual e foi rebaixado para a Taça ACLEP para o ano seguinte. Assim, no Campeonato Paraense de Futebol de 2001, o São Francisco repetiu o feito do ano anterior e conquistou outro rebaixamento, desta vez para o Campeonato Paraense de Futebol - Segunda Divisão. Após isso, enfrentando uma crise financeira, o São Francisco decidiu deixar de disputar torneios profissionais, disputando somente campeonatos municipais.
Em maio de 2010, o time retomou as atividades e incentivou o torcedor, criando o projeto sócio-torcedor, contratou bons jogadores e fechou contrato com vários patrocínios, e em outubro o São Francisco voltou a disputar uma competição oficial, pelo Campeonato Paraense de Futebol de 2010 - Segunda Divisão, participando na Chave C, juntamente com Izabelense e Vila Rica de Belém. O time, que era um dos favoritos a brilhar na competição, não conseguiu repetir os grandes feitos do passado, e terminou na última posição da Chave C, encerrando o torneio na 7ª posição na classificação geral, com apenas três pontos - desempenho muito abaixo para as pretensões do Leão. Em 2011, o São Francisco fez uma campanha implacável na segunda divisão paraense, e com apoio de sua torcida, que compareceu em peso para prestigiar os jogos do leão santareno, o São Francisco  o acesso para a 1ª Fase do estadual de 2012, após vencer o Carajás por 3 a 1 em Santarém.
No Campeonato Paraense de Futebol de 2016, numa campanha histórica, o clube conseguiu ganhar o segundo turno, que deu a vaga à final do Campeonato Paraense. Em final única contra Paysandu, o São Francisco perdeu fora de casa por 2x1, terminando com o vice-campeonato. Em 2017, fez um péssimo torneio no estadual, sendo rebaixado para a segunda divisão paraense, e foi eliminado na segunda fase do Campeonato Brasileiro de Futebol de 2017 - Série D.

## Torcida
O São Francisco é um dos times com maior torcida do interior do Pará. Em 2010 criou o programa Sócio-Torcedor, seu primeiro programa de relacionamento com o torcedor. Um ano depois, o programa segue aumentando seu quadro de sócios, aprimorando sua estrutura, buscando novas parcerias e oferecendo cada vez mais reconhecimento ao principal parceiro do São Francisco, o Sócio-Torcedor. Parceiro ativo, apaixonado e engajado, o Sócio-Torcedor azulino é um colaborador fundamental do clube, e recebe cada vez mais benefícios exclusivos, seja através de desconto ou exclusividade.

## Símbolos

### Uniforme
Inspirado nos uniformes de Paysandu e Remo, o primeiro uniforme é azul com pequenas listras brancas e o segundo uniforme é predominantemente branco.

### Escudo
O escudo azulino é predominantemente azul-marinho, as sete estrelas representam os campeonatos santarenos invictos, a estrela maior no centro representa a conquista da Segunda Divisão do estadual. No fundo aparece a sigla S.F.F.C, as iniciais de São Francisco Futebol Clube.

### Mascote
O mascote do São Francisco é o Leão.

## Títulos

### Estaduais
| Estaduais  | Estaduais                       | Estaduais | Estaduais |
|            | Competição                      | Títulos   | Temporadas |
| ---------- | ------------------------------- | --------- | --- |
|            | Taça Estado do Pará             | 1         | 2016 |
|            | Campeonato Paraense - Série B1  | 1         | 1997 |
| Municipais |                                 |           | |
|            | Competição                      | Títulos   | Temporadas |
| Santarém   | Campeonato Santareno de Futebol | 26        | 1950, 1951, 1952, 1953, 1954, 1955, 1956, 1958, 1961, 1962, 1968, 1969, 1970, 1978, 1979, 1981, 1982, 1983, 1984, 1985, 1986, 1987, 1992, 1996, 1998 e 2009 |

## Estatísticas

### Participações
|  | Participações em 2025 |

| Competição | Competição          | Temporadas | Melhor campanha     | Estreia | Última | P | R |
| Pará       | Campeonato Paraense | 14 [F1]    | Vice-campeão (2016) | 1998    | 2025   |   | 3 |
| Pará       | Série B1            | 8          | Campeão (1997)      | 1996    | 2022   | 4 | – |
| Brasil     | Série C             | 1          | 19º colocado (1998) | 1998    | 1998   | – | – |
| Brasil     | Série D             | 2          | 30º colocado (2017) | 2016    | 2017   | – |   |
| Brasil     | Copa do Brasil      | 1          | 2º fase (2017)      | 2017    | 2017   |   |   |

- ^  F1. Contando com as participações na taça ACLEP.

### Últimas dez temporadas
Legenda:
| Campeão. Vice-campeão. Eliminado na semifinal. | Rebaixado à divisão inferior. Campeão e promovido à divisão superior. Promovido à divisão superior. |

### Campanhas de destaque
| São Francisco Futebol Clube | São Francisco Futebol Clube | São Francisco Futebol Clube | São Francisco Futebol Clube | São Francisco Futebol Clube |
| Torneio                     | Campeão                     | Vice-campeão                | Terceiro colocado           | Quarto colocado             |
| --------------------------- | --------------------------- | --------------------------- | --------------------------- | --------------------------- |
| Campeonato Paraense         | 0 (não possui)              | 1 vez (2016)                | 0 (não possui)              | 1 vez (1998)                |
| Série B1                    | 1 vez (1997)                | 3 vezes (2011, 2018 e 2022) | 1 (1996)                    | 0 (não possui)              |

## Uniformes

### 2023
| '' | '' |

### 2022
| '' | '' |

### 2021
| '' | '' |

### 2020
| '' | '' |

### 2019
| '' | '' |

### 2017-18
| '' | '' |

### 2016
| '' | '' |

### 2015
| '' | '' |

### 2014
| '' | '' |

### 2013
| '' | '' |

### 2012
| '' | '' |

## Rivalidades

### São Francisco versus São Raimundo
Ultima Atualização: São Raimundo 1x2 São Francisco, em 6 de outubro de 2022, pelas oitavas de final (volta) da Série B do Campeonato Paraense
- Jogos: 18
- Vitórias do São Francisco: 5
- Vitórias do São Raimundo: 4
- Empates: 9
- Gols do São Francisco: 20
- Gols do São Raimundo: 24

### São Francisco versus Tapajós
Ultima Atualização: São Francisco 2x3 Tapajós, em 26 de fevereiro de 2023, pela 4º rodada do Campeonato Paraense
- Jogos: 9
- Vitórias do São Francisco: 3
- Vitórias do Tapajós: 2
- Empates: 4
- Gols do São Francisco: 11
- Gols do Tapajós: 8